# Laemophloeus foveicollis
Laemophloeus foveicollis is een keversoort uit de familie dwergschorskevers (Laemophloeidae). De wetenschappelijke naam van de soort werd in 1895 gepubliceerd door Antoine Henri Grouvelle.